# Капестер-Бел-О
Капестер-Бел-О (фр. Capesterre-Belle-Eau) град је на острву Гваделуп, француском прекоморском департману у Малим Антилима. Налази се у југоисточном делу префектуре Бас Тер.
У саставу Француске је од 20. септембра 1837, а садашње име носи од 1974. године.

## Демографија
| 1961.  | 1967.  | 1974.  | 1982.  | 1990.  | 1999.  | 2006.  | 2011.  |
| ------ | ------ | ------ | ------ | ------ | ------ | ------ | ------ |
| 16.085 | 17.912 | 18.143 | 17.472 | 19.012 | 19.568 | 19.610 | 19.448 |